# Allen (Maryland)
Allen es un lugar designado por el censo ubicado en el condado de Wicomico en el estado estadounidense de Maryland. En el Censo de 2010 tenía una población de 210 habitantes y una densidad poblacional de 227,12 personas por km².

## Geografía
Allen se encuentra ubicado en las coordenadas 38°17′10″N 75°41′24″O / 38.28611, -75.69000. Según la Oficina del Censo de los Estados Unidos, Allen tiene una superficie total de 0.92 km², de la cual 0.91 km² corresponden a tierra firme y (1.4%) 0.01 km² es agua.

## Demografía
Según el censo de 2010, había 210 personas residiendo en Allen. La densidad de población era de 227,12 hab./km². De los 210 habitantes, Allen estaba compuesto por el 93.33% blancos, el 4.76% eran afroamericanos, el 0.95% eran amerindios, el 0% eran asiáticos, el 0% eran isleños del Pacífico, el 0% eran de otras razas y el 0.95% pertenecían a dos o más razas. Del total de la población el 2.86% eran hispanos o latinos de cualquier raza.